# Дэ
Дэ (кит. 德) — манифестация Дао — одна из фундаментальных категорий китайской философии. 
Иногда Дэ отождествлялась или сравнивалась с индийской кармой. В самом общем смысле обозначает основное качество, обеспечивающее наилучший способ существования каждого отдельного существа или вещи. Будучи индивидуальным качеством, Дэ относительно, поэтому «благодать» для одних может негативно оцениваться другими.
Дэ также является одним из основных понятий традиционной китайской религии даосизма. В классическом даосском тексте «Дао Дэ Цзин» Дэ понимается как Благая Сила Пути-Дао.
Согласно китайской историографии именно обладание или потеря дэ лежали в основе закономерности движения династийных циклов.

## Лао-цзы одэ
Создавать и воспитывать существующее; создавая, не обладать тем, что создано; приводя в движение, не прилагать к этому усилий; руководя, не считать себя властелином — вот что называется глубочайшим Дэ— Дао Дэ Цзин / Глава 10

Человек с высшим Дэ не стремится делать добрые дела, поэтому он добродетелен;

человек с низшим Дэ не оставляет намерения совершать добрые дела, поэтому он не добродетелен;

человек с высшим Дэ бездеятелен и осуществляет недеяние;

человек с низшим Дэ деятелен, и его действия нарочиты.

Дэ появляется только после утраты Дао;

человеколюбие — после утраты Дэ.

## Сравнительная перспектива
Понятие дэ обнаруживает ряд аналогий с арете (греч. доблесть), а также с понятиями пунья и гуна (фигурирующими в санскритских текстах). В качестве параллелей дэ также приводят понятия мана (Океания) и кут (тюркские народы). См. также понятие мэ в шумерской мифологии.